# 露西·夏皮罗
露西尔·夏皮罗（英語：Lucille Lucy Shapiro，1940年7月16日—），生于美国纽约市，美国发育生物学家，斯坦福大学教授。夏皮罗被认为原核生物细胞生物学的先驱。她研究细胞周期的问题，并可能有助于解释细胞如何在空间和时间规范内工作，他们的子结构（细胞极性），以及细胞如何成功产生不同分化子细胞。她的团队发现，细菌细胞的转录调节与对应的功能蛋白质的三维结构密切相关。夏皮罗2009年获盖尔德纳国际奖，2011年获国家科学奖章。